# Pievebovigliana
Koordinaten: 43° 4′ N, 13° 5′ O
Pievebovigliana (La Pìe o La Pieve im Marchigiano (dialetto maceratese)) ist ein im Jahr 845 gegründeter Ort und eine ehemalige italienische Gemeinde (comune) mit etwa 844 Einwohnern (Stand 31. Dezember 2016) in der Provinz Macerata in den Marken, die bis 2016 bestand. Zur ehemaligen Gemeinde gehörten die Orte Colle San Benedetto, Fiano, Frontillo, Isola, Roccamaia, San Giusto und San Maroto. Pievebovgliana liegt auf einer Höhe von 439 m. Die Fläche beträgt 27,33 km². Seit 2017 gehört Pievebovigliana durch einen Zusammenschluss mit der ehemaligen Gemeinde Fiordimonte zur neu gebildeten Gemeinde Valfornace. Pievebovigliana liegt etwa fünfzig Kilometer von Macerata am Nationalpark Monti Sibillini und gehört zur Comunità montana di Camerino. Am nördlichen Rand der Gemeinde befindet sich das Südufer des Lago di Polverina und der Flusslauf des Chienti.

## Verkehr
Entlang des Chienti führt die Strada Statale 77 della Val di Chienti von Foligno nach Civitanova Marche.